# Список керівників держав 247 року
В даній статті представлені керівники державних утворень. Також фрагментарно зазначені керівники нижчих рівнів. З огляду на неможливість точнішого датування певні роки володарювання наведені приблизно.
Список керівників держав 247 року — це перелік правителів країн світу 247 року.
Список керівників держав 246 року — 247 рік — Список керівників держав 248 року — Список керівників держав за роками

## Європа
- Боспорська держава — цар Рескупорід V (240/242-276)
- Ірландія — верховний король Кормак мак Арт (226-266)
- Римська імперія
  - імператор Філіпп I Араб (244-249)
    - консул Філіпп I Араб (247)
    - консул Філіпп II (247)
      - Нижня Мезія — Пакаціан (247-248)

## Азія
- Близький Схід
  - Велика Вірменія — цар Трдат II (217-252)
- Іберійське царство — цар Бакур I (234-249)
  - Гассаніди — Джафна I ібн Амр (220-265)
- Індія
  - Династія Гуптів — Шрі-Гупта (240-290)
  - Кушанська імперія — великий імператор Канішка II (227-247); Васішка (247-265)
  - Західні Кшатрапи — Віаясена (239-250)
  - Чера — Іламчерал Ірумпораї (241-257)
- Китай
  - Династія Вей — імператор Цао Фан (239-254)
  - Династія У — імператор Сунь Цюань (222-252)
  - Династія Шу — імператор Лю Шань (223-263)
    - шаньюй південних хунну Лю Бао (215-260)
- Корея
  - Конфедерація Кая — Кодин (199-259)
  - Когурьо — тхеван (король) Тончхон (227-248)
  - Пекче — король Кой (234-286)
  - Сілла — ісагим (король) Чобун (230-247); Чхомхе (247-261)
- Персія
  - Держава Сасанідів — Шапур I (241-270)
- Сипау (Онг Паун) — Сау Со Хом Па (237-257)
- Тоба — Тоба Лівей (219-277)
- Японія — Імператриця Дзінґу (201-269)
- Ліньї — Фам Хунг (220—284)
  - Каппадокія — Публій Петроній Поліан (246/247-248/249)

## Африка
- Царство Куш — цар Текерідеамані (246-266)
  - Єгипет — Гай Валерій Фірм (245-247); Юлій Пріск (247-248)